# عقد 870
عقد 870 هو عقد امتد بين 1 يناير 870 و31 ديسمبر 879 بحسب التقويم الميلادي. سبقه عقد 860 ولحقه عقد 880.

## أحداث
- غيبة (874)
- معركة دير العاقول (876)

## مواليد
- إيغور بن روريك (877)
- إدوارد الكبير (871)
- إسكندر (872)
- هنري الصياد (876)
- أبو يزيد (873)
- بارداس فوكاس (878)
- ابن البطاريق (877)
- تايجو ملك غوريو (877)
- أبو الحسن الأشعري (873)
- ويلفريد الثاني (874)
- تودا النافارية (876)

## وفيات
- كونراد الثاني، كونت أوكسار (876)
- أدلكيس من بينيفنتو (878)
- لوسيديو ڤيمارنس (873)
- أبو زرعة الرازي (878)
- حنين بن إسحاق (873)
- أبو الفضل الرياشي (871)
- أدريان الثاني (872)
- لب بن موسى (875)
- يحيى بن معاذ الرازي (871)
- أبو إسحاق الجوزجاني (872)
- فضل الشاعرة (871)

## كتب
- Yves Denis Papin (1998). Chronologie de l'histoire ancienne. Lieu de publication non identifié: Éditions Jean-paul Gisserot. ISBN:2-87747-346-5. OCLC:40746926. مؤرشف من الأصل في 2022-03-16.
- موسوعة حضارة العالم (2002) لأحمد محمد عوف.

## روابط خارجية
- تصفح سنة بسنة عقد 870 على موقع onthisday.com
- تصفح سنة بسنة عقد 870 ابتداءً من سنة عقد 870 على موقع المكتبة الوطنية الفرنسية